# Koszmosz–159
A Koszmosz–159 (oroszul: Космос–159) szovjet űrszonda, melyet a Luna- és a Zond-program részeként indítottak. Az NPO Lavocskin vállalat építette, gyári jelzése E–6LSZ–111. A műhold repülése sikertelen volt, Föld körüli pályán maradt.

## Küldetés
E–6LSZ típusú űrszonda, melyet a Lavocskin vállalatnál építettek. Feladata az új kapcsolatot biztosító adó-vevő rendszer kipróbálása űrkörülmények között, valamint elősegíteni a földi követő rendszerek összehangolt működését, biztosítva egy emberes Holdra szállás segítését, ellenőrzését.

## Jellemzői
1967. május 16-án a Bajkonuri űrrepülőtérről egy háromfokozatú, L típusú rakéta-végfokozattal felszerelt Molnyija–L (8K71) hordozórakétával állították Föld körüli parkolópályára. Az orbitális egység első, parkolópálya adatai: 51,8 fokos hajlásszögű, elliptikus pálya perigeuma 208 kilométer, apogeuma 395 kilométer volt. 79 perccel később az utolsó fokozat hajtóművének beindításával lényeges emelkedést hajtottak végre. Az orbitális egység pályája 1174,2 perces, 51,6 fokos hajlásszögű, elliptikus pálya-perigeuma 350 kilométer, apogeuma 60 637 kilométer lett. Tömege 1640 kg, hasznos tömege (a beépített műszerek tömege) 50 kg volt. 1977. november 11-én belépett a légkörbe és elégett.

## Külső hivatkozások
- Koszmosz–159. nasa.gov. (Hozzáférés: 2013. január 18.)

| Elődje: Luna–13 | Luna-program 1963–1968 | Utódja: Luna E–6LS–112 |

| Elődje: Koszmosz–158 | Koszmosz-program 1967 | Utódja: Koszmosz–160 |